# Stacionář
Stacionář je zařízení poskytující sociální službu za úhradu dětem i dospělým lidem se sníženou soběstačností z důvodu zdravotního postižení, chronického, duševního onemocnění či věku. Docházkový program je buď celodenní (denní stacionář) či týdenní spojený s ubytováním (týdenní stacionář).

## Historie
V České republice začala zařízení tohoto typu ojediněle vznikat již před rokem 1989. Byla to zdravotnická zařízení zaměřující se na pomoc lidem s duševními nemocemi nebo zařízení pro pobyt seniorů (tzv. domovinky). Ve větší míře se rozšířila až po roce 1989. Nestátní neziskové organizace začaly poskytovat komplexní služby pro děti a dospělé lidi s postižením i jejich rodiny. To souviselo s pozvolna měnící se tendencí v přístupu k lidem s postižením, kdy výraznou a cílenou segregaci, postupně nahrazovala snaha hledat cesty k maximální možné integraci znevýhodněných osob do většinové společnosti (sociální inkluze)).

## Předmět činnosti
V denních stacionářích se poskytují ambulantní služby, v týdenních stacionářích pobytové služby osobám, které mají sníženou soběstačnost z důvodu věku nebo zdravotního postižení, a osobám s chronickým duševním onemocněním, jejichž situace vyžaduje pravidelnou pomoc jiné fyzické osoby. Součástí péče jsou následující služby:
- Pomoc při zvládání běžných úkonů péče o vlastní osobu,
- pomoc při osobní hygieně nebo poskytnutí podmínek pro osobní hygienu,
- poskytnutí stravy,
- výchovné, vzdělávací a aktivizační činnosti,
- zprostředkování kontaktu se společenským prostředím,
- sociálně terapeutické činnosti,
- pomoc při uplatňování práv, oprávněných zájmů a při obstarávání osobních záležitostí,
- v případě týdenních stacionářů, poskytnutí ubytování.[12]

Některé stacionáře zřizují pro své klienty i chráněné bydlení, chráněné pracovní dílny, sociálně terapeutické dílny, případně nabízejí programy i rodinám klientů.

## Úhrada za služby
Za poskytování služeb v denních stacionářích hradí osoby úhradu za základní činnosti stanovené smlouvou. Maximální výši úhrady stanoví prováděcí právní předpis.
Péčí se pro účely stanovení úhrady rozumí činnosti uvedené v § 46 a v § 47 zákona o sociálních službách. V týdenních stacionářích úhradu hradí osoba za ubytování, stravu a za péči poskytovanou ve sjednaném rozsahu. Úhrada za péči v týdenních stacionářích se stanoví maximálně ve výši 75 % přiznaného příspěvku. Osobě navštěvující týdenní stacionář musí zůstat po uhrazení ubytování a stravy, alespoň 25 % jejích příjmů.